# Les mots en liberté futuristes
Les mots en liberté futuristes (en valencià: Paraules futuristes en llibertat) és una il·lustració futurista creada per Filippo Tommaso Marinetti i publicada a la portada del llibre homònim, editat per Edizioni futuriste di Poesia el 1919. Els diferents estils i mides tipogràfiques desafiaven les regles tradicionals d’estructura i puntuació i anunciaven una revolució en la comunicació visual moderna. Al pròleg s'explica que la intencionalitat dels mots en llibertat és no només donar una successió narrativa, sinó una expressió integral, dinàmica i singular de l'univers.